# Gosling Islands
Die Gosling Islands (in Argentinien Islotes Ansar für Gänseinseln) sind eine verstreute Gruppe von Inseln und Klippenfelsen im Archipel der Südlichen Orkneyinseln. Sie liegen unmittelbar südlich und westlich des Meier Point vor der Südküste von Coronation Island.
Der norwegische Walfängerkapitän Petter Sørlle kartierte sie grob während seines Besuchs der Südlichen Orkneyinseln von 1912 bis 1913. Er benannte sie zunächst als Gestlingen, korrigierte dies später zu Gjeslingene (norwegisch für Gänseküken). Die 1955 durch das UK Antarctic Place-Names Committee vorgenommene Übertragung dieser Benennung ins Englische gilt inzwischen als etabliert.